# Pseudosmittia kamiquarta
Pseudosmittia kamiquarta är en tvåvingeart som först beskrevs av Sasa 1991.  Pseudosmittia kamiquarta ingår i släktet Pseudosmittia och familjen fjädermyggor. Inga underarter finns listade i Catalogue of Life.